# Neri (azienda)
Neri Spa è un'azienda italiana che dal 1962 realizza prodotti per l'illuminazione pubblica e l'arredo urbano.

## Storia
La società viene fondata nel 1962 da Domenico Neri. Inizialmente l'azienda realizza articoli di arredo urbano destinati a giardini e parchi. A partire dalla fine degli anni Sessanta, inizia a sviluppare prodotti di illuminazione pubblica. Nel 1970 viene concepita la prima serie di pali in ghisa per i centri storici. Oltre all'illuminazione stradale, l'azienda è anche riconosciuta per la realizzazione di gazebo, padiglioni in ghisa, panchine e dissuasori.
Dagli anni novanta la società inizia la produzione su larga scala di prodotti di illuminazione che utilizzano diodi a emissione luminosa. Nel 2001 l'azienda è ceduta al gruppo Targetti Sankey di Firenze, quotato in Borsa, nell'ambito di una complessa operazione che prevede un concambio azionario (77,1 azioni Targetti per 1 azione Neri). Nel 2012 l'azienda è tornata al 100% nelle mani della famiglia Neri.
Nel 2013 l'azienda è chiamata a restaurare a Venezia il lampione ottocentesco di Punta della Dogana che ha sostituito l'opera "Il Ragazzo con la Rana" di Charles Ray. Sempre nel 2013 due prodotti di Neri Spa sono stati selezionati nell'ambito dell'ADI Design Index che premia i migliori prodotti di design italiani.
Neri Spa è guidata dalla famiglia fondatrice, giunta alla terza generazione: prima Domenico, il fondatore, quindi il figlio Antonio, in seguito il figlio di Antonio, Isacco, ingegnere e master in economia a Wharton. Oltre alla sede italiana di Longiano, in provincia di Forlì-Cesena, l'azienda ha sedi anche a Dubai, Miami, Bangalore e Parigi.

## Collaborazioni
Nel 2012 il regista Franco Zeffirelli ha collaborato con l'azienda per la riqualificazione di Piazza Bra a Verona. Nel 2013 Neri Spa ha lavorato con Philips al progetto di illuminazione a LED del borgo di Venosa. In collaborazione con Enel So.l.e., Neri Spa ha inoltre sviluppato il prototipo di illuminazione pubblica Archilede Special. I prodotti di Neri Spa vengono realizzati con il contributo di designer italiani e internazionali come Italo Rota, Franco Zagari, Paolo Portoghesi, Makio Hasuike, Emo Design.

## Progetti e installazioni

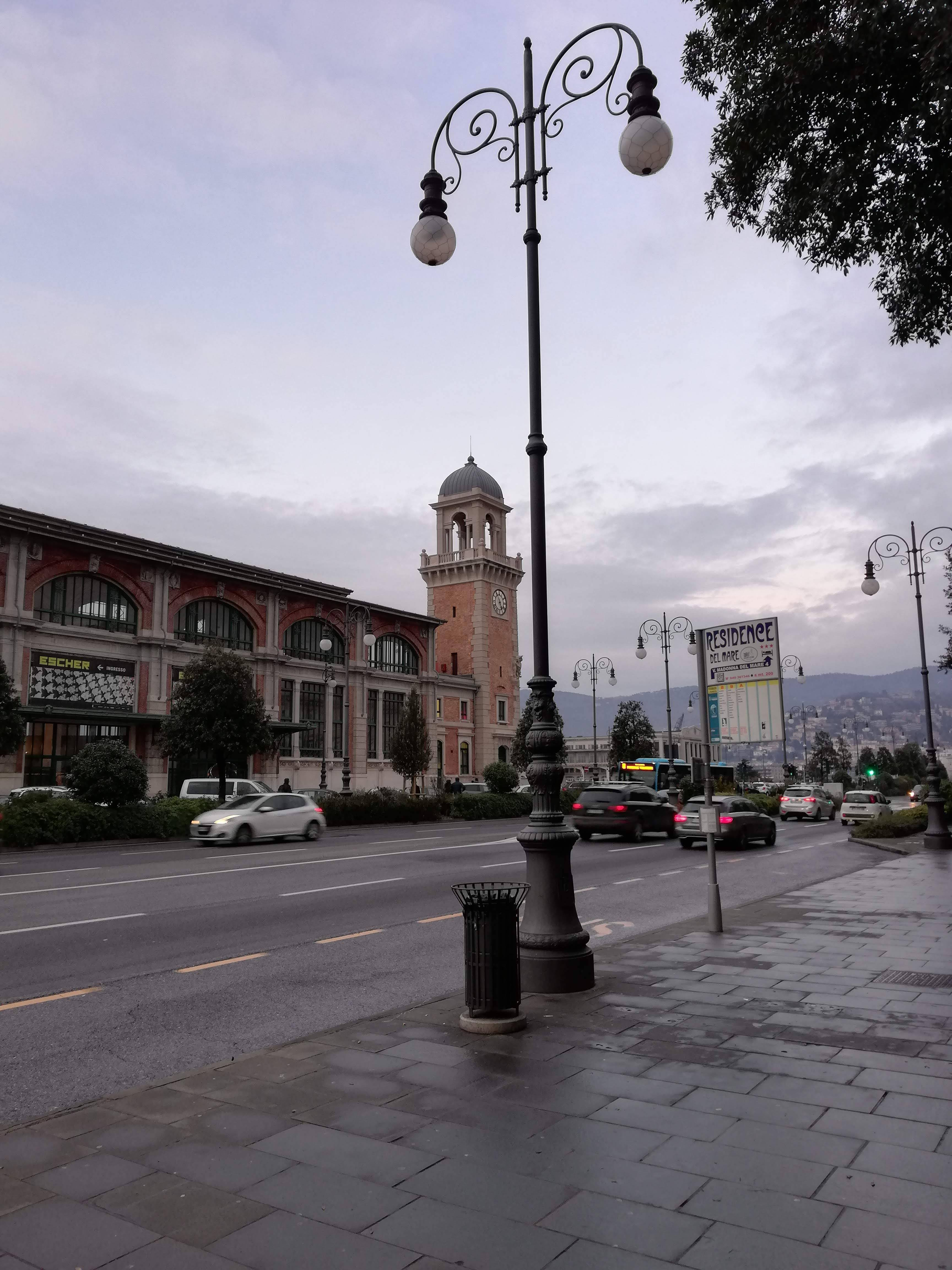
Lampione Neri S.p.a. dinanzi all'ex Pescheria Centrale di Trieste.

Le realizzazioni di Neri Spa sono presenti in più di 4000 comuni italiani e in alcune delle maggiori piazze italiane tra cui Piazza dei Miracoli a Pisa, Piazza San Marco a Venezia, Prato della Valle a Padova, Piazza del Duomo a Milano e Piazza Unità d'Italia a Trieste. A livello globale i sistemi di illuminazione e le realizzazioni di Neri Spa sono stati adottati da città come Parigi, Dublino, New York e Mosca. L'azienda ha arredato e illuminato l'area che ha ospitato l'anfiteatro all'Expo di Milano.

## Museo della ghisa
Negli anni novanta la famiglia Neri ha realizzato in quella che era l'ex impianto di verniciatura dell'azienda il Museo della Ghisa in cui sono esposti una sessantina di lampioni realizzati dai grandi produttori ottocenteschi e firmati, in alcuni casi, da artisti come Duilio Cambellotti e Ernesto Basile. Alcuni dei pezzi più significativi si trovano, sempre a Longiano, nella restaurata chiesetta di Santa Maria delle Lacrime, da tempo sconsacrata.